# Der einsame Champion
Der einsame Champion ist ein US-amerikanisches Filmdrama aus dem Jahr 1950 von John Sturges mit Ricardo Montalbán in der Titelrolle und June Allyson und Dick Powell in weiteren Hauptrollen. Der Film wurde von Metro-Goldwyn-Mayer produziert.

## Handlung
Der ehemals erfolgreiche Boxpromoter Sean O’Malley ist gesundheitlich angeschlagen und sitzt im Rollstuhl. Seine Tochter Pat kümmert sich um seine Geschäfte. Sie ist mit dem Boxer Johnny Monterez liiert, der sich seiner mexikanischen Abstammung schämt. Sean informiert seine Tochter, dass der Promoter Allan Goff Johnny unter Vertrag nehmen will. Pat sucht Johnny im Trainingscamp auf. Johnny absolviert gerade einen Sparringskampf und wird dabei von seinem Gegner an der rechten Hand verletzt. 
Während Johnny im Krankenhaus untersucht wird, besucht Pat den gemeinsamen Bekannten, den alkoholkranken Sportreporter Rick Garvey, der Johnnys Karriere begleitet hat. Rick sitzt mal wieder im Gefängnis, aus dem ihn Pat auslöst. Zur gleichen Zeit erfährt Johnny von Dr. Esmond, dass die Gefahr von bleibenden Schäden in seiner Hand sehr hoch sei. Johnny bittet den Arzt, diese Information nicht weiterzugeben. Pat und einigen Reportern erzählt er, seine Hand sei lediglich etwas gequetscht.
Johnny erfährt, dass ein Cousin im Gefängnis gelandet ist. Die Kaution beträgt 200 Dollar. Mit dem Gedanken, dass sein nächster Kampf seine Hand unbrauchbar werden lassen könnte, unterzeichnet er einen lukrativen Vertrag mit Goff. Goff hat ihm ein gutes Einkommen durch Werbeeinnahmen nach seiner aktiven Karriere versprochen. Mit Rick besucht Johnny seine Mutter. Er will, dass sich seine Schwester Mariana von ihrem Freund, dem Amerikaner Bob, trennt. Er sei nur an ihr interessiert, weil sie die Schwester eines bekannten Boxers sei. Rick wirft Johnny vor, Vorurteile gegenüber Amerikanern zu haben und wird dafür von Johnny aus dem Haus gewiesen. 
Pat, in Erwartung eines Heiratsantrages, erfährt von Johnny, dass er bei Goff unter Vertrag steht. Kurze Zeit später stirbt Sean, wofür Pat Johnny mit seiner fehlenden Loyalität verantwortlich macht. Johnny wird klar, dass er die Liebe zu Pat und die Freundschaft zu Rick riskiert. Er entschließt sich, mit dem Boxen aufzuhören. Den anstehenden Titelkampf gegen Al Heldon will er absichtlich verlieren. 
Johnny verliert den Kampf, jedoch hält seine Hand. Er schlägt Rick freundschaftlich dafür, dass der ehrlich zu ihm ist. Pat und Johnny finden wieder zueinander.

## Produktion
Gedreht wurde der Film vom 25. Januar bis Anfang März 1950 in den MGM-Studios in Culver City.

## Stab und Besetzung
Cedric Gibbons und Gabriel Scognamillo waren die Art Directors, Edwin B. Willis der Szenenbildner, Helen Rose die Kostümbildnerin. Douglas Shearer war für den Ton verantwortlich.
In kleinen nicht im Abspann erwähnten Nebenrollen traten Chester Conklin, John Crawford, Franklyn Farnum, Frank Ferguson (als Dr. Esmond), Harold Miller, John Mitchum, Marilyn Monroe (deutsche Stimme: Diana Borgwardt), Dewey Robinson und Harry Shannon auf.
Ebenfalls unerwähnt blieben Robert Board in der Rolle von Bob und Court Shepard als Al Heldon.

## Veröffentlichung
Die Premiere des Films fand am 6. Oktober 1950 statt. In der Bundesrepublik Deutschland wurde er am 6. September 1997 im deutschen Fernsehen ausgestrahlt.

## Kritiken
Das Lexikon des internationalen Films schrieb: „Eindrucksvoll inszenierter Sportfilm mit einer überzeugenden Geschichte und guten Kampfszenen. Eine Portion Humor und soziales Engagement runden den gelungenen Film ab.“